# 2022—2023年澳洲地區熱帶氣旋季
2022－23年澳洲地區熱帶氣旋季，泛指在2022年7月至2023年6月內的任何時間在澳洲所產生的熱帶氣旋。大部份於澳洲地區的熱帶氣旋通常都會於11月至4月期間形成。
本條目的範圍僅侷限於赤道以南，東經90度-160度以內的澳洲地區水域。這範圍包括了澳大利亞、巴布亞新幾內亞、所羅門群島的西部地區、東帝汶和印度尼西亞的南部地區。在澳洲地區產生的熱帶氣旋是由澳洲、印尼和巴布亞新畿內亞命名，而美國聯合颱風警報中心會把在該地區的熱帶低氣壓的編號以S或P字母作結。
以下各熱帶氣旋資訊以熱帶氣旋存在期間的最強形態為準。

## 已被國際命名的熱帶氣旋

### 強烈熱帶氣旋達里安（Darian）
12月12日，一個低壓在科科斯群島東北方形成，美國海軍研究實驗室給予擾動編號98S。
12月13日下午2時，澳大利亞國家氣象局將其升格為熱帶性低氣壓，給予編號05U。
12月18日下午2時，澳大利亞國家氣象局將其升格為一級熱帶氣旋，並命名為達里安（Darian）。下午3時，聯合颱風警報中心將其升格為熱帶風暴，給予熱帶氣旋編號05S。
12月19日下午4時，澳大利亞國家氣象局將其升格為二級熱帶氣旋。晚間9時，澳大利亞國家氣象局將其升格為三級強烈熱帶氣旋。同時，聯合颱風警報中心將其升格為一級熱帶氣旋。
12月20日上午9時，聯合颱風警報中心將其升格為二級熱帶氣旋。下午3時，聯合颱風警報中心將其升格為三級熱帶氣旋。晚間6時，聯合颱風警報中心將其升格為四級熱帶氣旋。晚間9時，澳大利亞國家氣象局將其升格為四級強烈熱帶氣旋。
12月21日上午8時，澳大利亞國家氣象局將其升格為五級強烈熱帶氣旋。晚間8時，系統離開澳大利亞國家氣象局責任範圍，因此改由留尼旺氣象部接續發報。

### 熱帶氣旋艾莉（Ellie）
12月20日，一個低壓在帝汶海形成，美國海軍研究實驗室給予擾動編號90S。
12月22日上午11時，澳大利亞國家氣象局將其升格為熱帶性低氣壓。下午3時，聯合颱風警報中心將其升格為熱帶風暴，給予熱帶氣旋編號06S。晚間6時，澳大利亞國家氣象局將其升格為一級熱帶氣旋，並命名為艾莉（Ellie）。
氣旋艾莉與12月23日凌晨在澳洲北領地沿海登陸。

### 強烈熱帶氣旋弗雷迪（Freddy）
2月3日，一個低壓在爪哇島東南方形成，美國海軍研究實驗室給予擾動編號97S。晚間8時，澳大利亞國家氣象局將其升格為熱帶性低氣壓，給予編號13U。
2月6日下午3時，聯合颱風警報中心將其升格為熱帶風暴，給予熱帶氣旋編號11S。晚間9時，澳大利亞國家氣象局將其升格為一級熱帶氣旋，並命名為弗雷迪（Freddy）。
2月7日上午9時，聯合颱風警報中心將其升格為一級熱帶氣旋。中午12時，澳大利亞國家氣象局將其升格為二級熱帶氣旋。下午2時，澳大利亞國家氣象局將其升格為三級強烈熱帶氣旋。晚間8時，聯合颱風警報中心將其升格為二級熱帶氣旋。
2月9日凌晨3時，聯合颱風警報中心將其降格為一級熱帶氣旋。下午2時，澳大利亞國家氣象局將其降格為二級熱帶氣旋。晚間9時，聯合颱風警報中心將其降格為熱帶風暴。
2月10日下午3時，聯合颱風警報中心再度將其升格為一級熱帶氣旋。
2月11日上午8時，澳大利亞國家氣象局再度將其升格為三級強烈熱帶氣旋。上午9時，聯合颱風警報中心再度將其升格為二級熱帶氣旋。晚間8時，澳大利亞國家氣象局將其升格為四級強烈熱帶氣旋。晚間9時，聯合颱風警報中心將其升格為三級熱帶氣旋。
2月12日凌晨3時，聯合颱風警報中心將其升格為四級熱帶氣旋。下午3時，聯合颱風警報中心將其降格為三級熱帶氣旋。
2月13日凌晨2時，澳大利亞國家氣象局將其降格為三級強烈熱帶氣旋。晚間8時，澳大利亞國家氣象局再度將其升格為四級強烈熱帶氣旋。晚間9時，聯合颱風警報中心將其降格為二級熱帶氣旋。
2月14日凌晨2時，澳大利亞國家氣象局再度將其降格為三級強烈熱帶氣旋。晚間8時，系統離開澳大利亞國家氣象局責任範圍，因此改由留尼旺氣象部接續發報。

### 強烈熱帶氣旋加布里埃爾（Gabrielle）
2月5日，一個低壓在所羅門群島東南方形成，美國海軍研究實驗室給予擾動編號99P。
2月6日上午9時，澳大利亞國家氣象局將其升格為熱帶性低氣壓，給予編號14U。
2月8日上午9時，聯合颱風警報中心將其升格為熱帶風暴，給予熱帶氣旋編號12P。上午11時，澳大利亞國家氣象局將其升格為一級熱帶氣旋，並命名為加布里埃爾（Gabrielle）。
2月9日上午6時，澳大利亞國家氣象局將其升格為二級熱帶氣旋。下午3時，聯合颱風警報中心將其升格為一級熱帶氣旋。
2月10日凌晨2時，澳大利亞國家氣象局將其升格為三級強烈熱帶氣旋。下午3時，聯合颱風警報中心將其升格為二級熱帶氣旋。同時，系統離開澳大利亞國家氣象局責任範圍，因此改由斐濟氣象局接續發報。

### 強烈熱帶氣旋赫爾曼（Herman）
3月27日，一個低壓在科科斯群島以西形成，美國海軍研究實驗室給予擾動編號96S。晚間11時，澳大利亞國家氣象局將其升格為熱帶性低氣壓，給予編號21U。
3月29日晚間8時，澳大利亞國家氣象局將其升格為一級熱帶氣旋，並命名為赫爾曼（Herman）。晚間9時，聯合颱風警報中心將其升格為熱帶風暴，給予熱帶氣旋編號17S。
3月30日凌晨2時，澳大利亞國家氣象局將其升格為二級熱帶氣旋。晚間9時，聯合颱風警報中心將其直接升格為二級熱帶氣旋。
3月31日凌晨2時，澳大利亞國家氣象局將其直接升格為四級強烈熱帶氣旋。上午9時，聯合颱風警報中心將其直接升格為四級熱帶氣旋。下午2時，澳大利亞國家氣象局將其升格為五級強烈熱帶氣旋。晚間9時，聯合颱風警報中心局將其降格為三級熱帶氣旋。
4月1日上午8時，澳大利亞國家氣象局將其降格為四級強烈熱帶氣旋。同時，聯合颱風警報中心再度將其升格為四級熱帶氣旋。下午2時，澳大利亞國家氣象局將其降格為三級強烈熱帶氣旋。同時，聯合颱風警報中心局再度將其降格為三級熱帶氣旋。晚間9時，聯合颱風警報中心局將其直接降格為一級熱帶氣旋。
4月2日上午8時，澳大利亞國家氣象局將其直接降格為一級熱帶氣旋。下午2時，澳大利亞氣象局將其降格為後熱帶氣旋。下午3時，聯合颱風警報中心局將其降格為熱帶風暴。
澳大利亞國家氣象局在5月5日發布的最佳路徑中，將其巔峰上調至115節（每小時215公里），氣壓下調至932百帕。

### 強烈熱帶氣旋伊爾薩（Ilsa）
4月5日，一個低壓在阿拉弗拉海形成，美國海軍研究實驗室給予擾動編號98S。上午8時，澳大利亞國家氣象局將其升格為熱帶性低氣壓，給予編號23U。
4月9日凌晨3時30分，聯合颱風警報中心將其升格為熱帶風暴，給予熱帶氣旋編號18S。
4月11日下午3時，澳大利亞國家氣象局將其升格為一級熱帶氣旋，並命名為伊爾薩（Ilsa）。晚間9時，澳大利亞國家氣象局將其升格為二級熱帶氣旋。同時，聯合颱風警報中心將其升格為一級熱帶氣旋。
4月12日下午3時，澳大利亞國家氣象局將其升格為三級強烈熱帶氣旋。同時，聯合颱風警報中心將其升格為二級熱帶氣旋。晚間9時，聯合颱風警報中心將其升格為三級熱帶氣旋。
4月13日上午8時，澳大利亞國家氣象局將其升格為四級強烈熱帶氣旋。同時，聯合颱風警報中心將其升格為四級熱帶氣旋。下午2時，澳大利亞國家氣象局將其升格為五級強烈熱帶氣旋。
4月14日，澳大利亞國家氣象局表示伊爾薩凌晨1時De Gray和Pardoo Roadhouse之間的登陸。同時，澳大利亞國家氣象局將其降格為四級強烈熱帶氣旋。凌晨4時，澳大利亞國家氣象局將其降格為三級強烈熱帶氣旋。上午9時，聯合颱風警報中心將其直接降格為三級熱帶氣旋。下午2時，澳大利亞國家氣象局將其直接降格為一級熱帶氣旋。同時，聯合颱風警報中心將其降格為一級熱帶氣旋。下午4時左右，聯合颱風警報中心追加昨日巔峰時的定強至五級熱帶氣旋，風速為140節（每小時260公里），追加的定強時間點為下午5時。晚間8時，澳大利亞氣象局將其降格為後熱帶氣旋。
澳大利亞國家氣象局在5月5日發布的最佳路徑中，將巔峰上調至120節（每小時220公里），氣壓下調至925百帕。

## 未被國際命名的熱帶氣旋

### 熱帶氣旋01U
7月24日，一個低壓在科科斯群島西北方形成，美國海軍研究實驗室給予擾動編號95S。
7月27日下午2時，澳大利亞國家氣象局將其升格為熱帶低氣壓，給予編號01U。
7月29日凌晨2時，聯合颱風警報中心將其升格為熱帶風暴，給予熱帶氣旋編號01S。
事後，澳大利亞國家氣象局將其性質由熱帶低氣壓改為一級熱帶氣旋。

### 熱帶低氣壓02U
10月28日，一個低壓在科科斯群島西北方形成，美國海軍研究實驗室給予擾動編號93S。
11月3日下午2時，澳大利亞國家氣象局將其升格為熱帶低氣壓，給予編號02U。
11月4日凌晨2時，聯合颱風警報中心將其升格為熱帶風暴，給予熱帶氣旋編號04S。
11月5日，系統離開澳大利亞國家氣象局責任範圍，因此改由留尼旺氣象部接續發報。

### 熱帶低氣壓
11月13日，一個低壓在科科斯群島西方形成，美國海軍研究實驗室給予擾動編號94S。
11月18日下午4時，澳大利亞國家氣象局將其升格為熱帶性低氣壓。
11月29日，一個低壓在卡奔塔利亞灣形成，美國海軍研究實驗室給予擾動編號95P。
12月1日下午1時，澳大利亞國家氣象局將其升格為熱帶性低氣壓。

### 熱帶低氣壓07U
1月4日，一個低壓在昆士蘭州境內形成，美國海軍研究實驗室給予擾動編號93P。
1月6日下午1時，澳大利亞國家氣象局將其升格為熱帶性低氣壓，給予編號07U。
1月7日凌晨3時，聯合颱風警報中心將其升格為熱帶風暴，給予熱帶氣旋編號07P。
1月8日凌晨1時 ，熱帶低氣壓07U進入南太平洋，因此改由斐濟氣象局接續發報。

### 熱帶低氣壓10U
1月22日，一個低壓在阿拉弗拉海形成，美國海軍研究實驗室給予擾動編號93P。下午2時，澳大利亞國家氣象局將其升格為熱帶性低氣壓，給予編號10U。

### 熱帶低氣壓11U
1月27日，一個低壓在科科斯群島以東形成，美國海軍研究實驗室給予擾動編號94S。下午3時，澳大利亞國家氣象局將其升格為熱帶性低氣壓，給予編號11U。
2月9日下午2時，系統離開澳大利亞國家氣象局責任範圍，因此改由留尼旺氣象部接續發報。

### 熱帶低氣壓12U
1月29日，一個低壓在聖誕島東南方形成，美國海軍研究實驗室給予擾動編號95S。
1月31日下午2時，澳大利亞國家氣象局將其升格為熱帶性低氣壓，給予編號12U。

### 熱帶低氣壓15U
2月11日，一個低壓在卡奔塔利亞灣形成，美國海軍研究實驗室給予擾動編號91P。下午2時，澳大利亞國家氣象局將其升格為熱帶性低氣壓，給予編號15U。

### 熱帶低氣壓16U
2月23日，一個低壓在西澳西北方形成，美國海軍研究實驗室給予擾動編號95S。下午2時，澳大利亞國家氣象局將其升格為熱帶性低氣壓，給予編號16U。

### 熱帶低氣壓17U
2月24日，一個低壓在帝汶海以南形成。下午2時，澳大利亞國家氣象局將其升格為熱帶性低氣壓，給予編號17U。

### 熱帶低氣壓18U
2月27日，一個低壓在珊瑚海以南形成，美國海軍研究實驗室給予擾動編號96P。
2月28日中午12時，澳大利亞國家氣象局將其升格為熱帶性低氣壓，給予編號18U。
3月2日凌晨0時，系統離開澳大利亞國家氣象局責任範圍，因此改由斐濟氣象局接續發報。

### 熱帶低氣壓98S
3月4日，一個熱帶擾動在新加坡以東生成，日本氣象廳於下午2時將其升格為熱帶低氣壓。美國海軍研究實驗室則一度認定其位於南半球，給予擾動編號98S。
3月5日晚間8時，日本氣象廳短暫在天氣圖上移除該系統。
3月8日凌晨2時，該系統進入南半球，因為科氏力而快速消散

### 熱帶低氣壓20U
3月23日，一個低壓在西澳西北方形成，美國海軍研究實驗室給予擾動編號94S。晚間6時，澳大利亞國家氣象局將其升格為熱帶性低氣壓，給予編號20U。

## 氣旋季影響
以下表格顯示了2022－2023年澳洲地區熱帶氣旋季的所有熱帶氣旋以及它們的登陸資料。在括號內的死亡人數屬於非直接，但仍與風暴有關的死亡。所有破壞及死亡數字都包括風暴在擾動及溫帶氣旋階段時的資料。
| 風暴名稱     | 持續日期                         | 最高強度         | 持續風速      | 氣壓         | 影響地區                       | 損失 （美元） | 死亡人數 | 來源 |
| ------------ | -------------------------------- | ---------------- | ------------- | ------------ | ------------------------------ | ------------- | -------- | ---- |
| 01U          | 7月27日－8月3日                  | 一級熱帶氣旋     | 每小時85公里  | 993百帕斯卡  | 科科斯群島                     | 無            | 0        |      |
| 02U          | 11月3日－11月5日(離開澳洲海域)   | 熱帶低氣壓       | 每小時45公里  | 1004百帕斯卡 | 無                             | 無            | 0        |      |
| 無名         | 11月18日－11月25日               | 熱帶低氣壓       | 風速不詳      | 1004百帕斯卡 | 聖誕島                         | 無            | 0        |      |
| 無名         | 12月1日－12月3日                 | 熱帶低氣壓       | 風速不詳      | 1001百帕斯卡 | 約克角半島                     | 無            | 0        |      |
| 達里安       | 12月13日－12月21日(離開澳洲海域) | 五級強烈熱帶氣旋 | 每小時220公里 | 920百帕斯卡  | 科科斯群島                     | 無            | 0        |      |
| 艾莉         | 12月22日－1月8日                 | 一級熱帶氣旋     | 每小時75公里  | 986百帕斯卡  | 北領地、西澳州                 | 無            | 0        |      |
| 07U          | 1月6日－1月8日(離開澳洲海域)     | 熱帶低氣壓       | 每小時75公里  | 994百帕斯卡  | 無                             | 無            | 0        |      |
| 10U          | 1月22日－1月23日                 | 熱帶低氣壓       | 風速不詳      | 1001百帕斯卡 | 北領地                         | 無            | 0        |      |
| 11U          | 1月27日－2月9日(離開澳洲海域)    | 熱帶低氣壓       | 每小時55公里  | 997百帕斯卡  | 科科斯群島                     | 無            | 0        |      |
| 12U          | 1月31日－2月5日                  | 熱帶低氣壓       | 風速不詳      | 1002百帕斯卡 | 無                             | 無            | 0        |      |
| 弗雷迪       | 2月3日－2月14日(離開澳洲海域)    | 四級強烈熱帶氣旋 | 每小時185公里 | 941百帕斯卡  | 無                             | 無            | 0        |      |
| 加布里埃爾   | 2月6日－2月10日(離開澳洲海域)    | 三級強烈熱帶氣旋 | 每小時130公里 | 969百帕斯卡  | 無                             | 無            | 0        |      |
| 15U          | 2月11日－2月17日                 | 熱帶低氣壓       | 每小時45公里  | 999百帕斯卡  | 北領地                         | 無            | 0        |      |
| 16U          | 2月23日－3月11日                 | 熱帶低氣壓       | 風速不詳      | 995百帕斯卡  | 無                             | 無            | 0        |      |
| 17U          | 2月24日－2月27日                 | 熱帶低氣壓       | 風速不詳      | 999百帕斯卡  | 無                             | 無            | 0        |      |
| 18U          | 2月28日－3月2日(離開澳洲海域)    | 熱帶低氣壓       | 每小時55公里  | 996百帕斯卡  | 無                             | 無            | 0        |      |
| 20U          | 3月23日－3月30日                 | 熱帶低氣壓       | 風速不詳      | 氣壓不詳     | 無                             | 無            | 0        |      |
| 赫爾曼       | 3月27日－4月3日                  | 五級強烈熱帶氣旋 | 每小時215公里 | 932百帕斯卡  | 科科斯群島                     | 無            | 0        |      |
| 22U          | 3月3日－4月2日                   | 熱帶低氣壓       | 風速不詳      | 氣壓不詳     | 無                             | 無            | 0        |      |
| 伊爾薩       | 4月5日－4月15日                  | 五級強烈熱帶氣旋 | 每小時220公里 | 925百帕斯卡  | 馬魯古群島、小巽他群島、西澳洲 | 無            | 0        |      |
| 季節總結     |                                  |                  |               |              |                                |               |          |      |
| 20個熱帶系統 | 2022年7月27日－2023年4月15日     |                  | 每小時220公里 | 920百帕斯卡  |                                | 0             | 0        |      |

## 風暴名稱

### 雅加达热带气旋警告中心
如果一個熱帶氣旋在南緯0-10度和東經90-125度之間形成，雅加达热带气旋警告中心就會使用下列列表中的名字為它命名。
| Anggrek（未用） | Bakung（未用） | Cempaka（未用） | Dahila（未用） | Flamboyan（未用） |
| Kenanga（未用） | Lili（未用）   | Mangga（未用）  | Seroja（未用） | Teratai（未用）   |

### 莫爾茲比港熱帶氣旋警告中心
如果一個熱帶氣旋在南緯0-約10度和東經約141-約160度之間形成，在巴布亞新幾內亞的莫爾茲比港熱帶氣旋警告中心就會為它命名。在此區形成的熱帶氣旋比較罕見，在2007年氣旋季後此區一直沒有熱帶氣旋形成。 此區的熱帶氣旋名字會在下列列表中隨機使用. 
| Alu（未用）  | Buri（未用） | Dodo（未用） | Emau（未用） | Fere（未用）  |
| Hibu（未用） | Ila（未用）  | Kama（未用） | Lobu（未用） | Maila（未用） |

### 澳大利亞國家氣象局
由2008–09年氣旋季開始，澳大利亞國家氣象局只會使用一個列表的名字為熱帶氣旋命名。但澳大利亞國家氣象局仍在珀斯、達爾文和布里斯本設熱帶氣旋警告中心。並監控在澳大利亞地區的熱帶氣旋和為在雅加達熱帶氣旋警告中心和莫爾茲比港熱帶氣旋警告中心地區形成的熱帶氣旋發出特別警告。橙色字體為下一個將會使用的名字。
| Darian         | Ellie           | Freddy          | Gabrielle     | Herman          | Ilsa         |
| Jasper（未用） | Kirrily（未用） | Lincoln（未用） | Megan（未用） | Neville（未用） | Olga（未用） |

## 外部連結
- 澳大利亞國家氣象局（页面存档备份，存于）
- 美國聯合颱風警報中心（页面存档备份，存于）
- 雅加达热带气旋警告中心（页面存档备份，存于）
- 莫爾茲比港熱帶氣旋警告中心（页面存档备份，存于）